# خوان سانتيستيبان
خوان سانتيستيبان ترويانو (بالإسبانية: Juan Santisteban Troyano؛ مواليد 8 ديسمبر 1936) هو لاعب كرة قدم معتزل ومدرب كرة قدم إسباني.

## الإنجازات

### كلاعب
ريال مدريد
- كأس الإنتركونتيننتال: 1960
- كأس أوروبا: 1956–57، 1957–58، 1958–59، 1959–60
- الدوري الإسباني: 1956–57، 1957–58، 1960–61، 1963–64
- كأس لاتينا: 1957

### كمدرب
إسبانيا تحت 23 سنة
- ألعاب البحر الأبيض المتوسط: 2005

 إسبانيا تحت 19 سنة
- بطولة أوروبا تحت 19 سنة: 2007

 إسبانيا تحت 19 سنة
- بطولة أوروبا تحت 17 سنة: 2007، 2008، الوصيف 2003، 2004
- كأس العالم تحت 17 سنة: الوصيف 1991، 2003، 2007

 إسبانيا تحت 19 سنة
- بطولة أوروبا تحت 16 سنة: 1991، 1997، 1999، 2001، الوصيف 1992، 1995

## وصلات خارجية
- خوان سانتيستيبان على موقع الاتحاد الدولي (مؤرشف)  (الإنجليزية)
- خوان سانتيستيبان على موقع قاعدة بيانات كرة القدم.إي يو (الإنجليزية)
- خوان سانتيستيبان على موقع ناشيونال فوتبول تيمز (الإنجليزية)
- خوان سانتيستيبان على موقع عالم كرة القدم.نت (الإنجليزية)
- خوان سانتيستيبان manager profile على BDFutbol
- National team data باللغة الإسبانية
- Real Madrid biography باللغة الإسبانية (realmadrid.com) على موقع واي باك مشين (نسخة محفوظة 2011-09-15)